# Laboratoire d'anthropologie sociale
 (mai 2022).
Si vous disposez d'ouvrages ou d'articles de référence ou si vous connaissez des sites web de qualité traitant du thème abordé ici, merci de compléter l'article en donnant les références utiles à sa vérifiabilité et en les liant à la section « Notes et références ».
Le Laboratoire d'anthropologie sociale (LAS) est un institut de recherche en anthropologie sociale, fondé en 1960 par Claude Lévi-Strauss, alors professeur titulaire de la chaire d’Anthropologie sociale au Collège de France. Les recherches qui y sont effectuées concernent la plupart des régions du globe, notamment l’Europe, l’Afrique, le Moyen-Orient, l’Asie centrale, l’Amérique du Sud et du Nord, l’Australie, l’Océanie et l’Inde.
Le laboratoire relève de trois institutions, le Collège de France (chaire d'anthropologie de la nature), le Centre national de la recherche scientifique (UMR 7130) et l’École des hautes études en sciences sociales. Il compte une cinquantaine de chercheurs permanents, à la fois chercheurs et enseignants-chercheurs, ainsi qu’une centaine d’étudiants préparant une thèse sous leur direction.